# Banddroppslända
Banddroppslända (Trichadenotecnum germanicum) är en insektsart som beskrevs av Ulrich Roesler 1939. Banddroppslända ingår i släktet Trichadenotecnum, och familjen storstövsländor. Arten är reproducerande i Sverige.